# Ходжес, Майк
Майк Хо́джес (англ. Mike Hodges; 29 июля 1932, Бристоль — 17 декабря 2022, Дорсет, Юго-Западная Англия) — британский кинорежиссёр, сценарист и продюсер.

## Биография
Майк Ходжес обычно работал в жанре фантастики или криминального триллера. Самой признанной его режиссёрской работой стал фильм «Убрать Картера», который в 1999 году занял шестнадцатое место в списке ста лучших британских фильмов, составленных Британским институтом кино, а в 2004 году, изданием Total Film был назван лучшим британским фильмом всех времён. В 2005 году Университет Западной Англии в Бристоле присудил Ходжесу степень доктора honoris causa.
Большинство фильмов Ходжеса не имели кассового успеха, и по-разному воспринимались критикой. Так, например, провалившийся в прокате фильм «Флэш Гордон», экранизация одноимённого комикса в 1980 году, при кассовом провале, стал культовой лентой, которую, например, известный сайт Rotten Tomatoes включил в список ста лучших фантастических кинопроизведений, когда-либо снятых (рейтинг фильма равен 83 %).
Фильм «Засну, когда умру», вышедший на экраны в 2003 году был отмечен известным критиком Роджером Эбертом, который поставил фильму три с половиной звездочки из четырех, отметив в ленте глубину характеров и символизм. Интересен тот факт, что Ходжес вместе с Микки Рурком отказались от фильма «Отходная молитва», потому что многие сцены, в том числе и монологи-исповеди героя Рурка, были вырезаны.
Ещё одна интересная работа Майка Ходжеса — фильм «Чёрная радуга», снятый в 1989 году, — была удостоена двух премий за лучший сценарий (который писал Ходжес) и лучшую женскую роль на международном кинофестивале в Сиджесе, а также получила главный приз на фестивале «Фантаспорту» за лучший фильм в 1990 году. Некоторые критики даже называли «Чёрную радугу» лучшим фильмом Ходжеса со времен «Убрать Картера».
В 2005 году на британском телевидении вышел фильм под названием «Майк Ходжес: бескомпромиссный поэт, обладающий даром предвидения», который рассказывает о значимости режиссёра для британского кинематографа.
Являлся поклонником творчества Дж. Г. Бэлларда.
Ходжес был дважды женат, от первого брака имел двух детей.

## Фильмография

### Режиссёр
- 1971 — Убрать Картера / Get Carter
- 1972 — Чтиво / Pulp
- 1974 — Человек, несущий смерть / The Terminal Man
- 1978 — Омен 2: Дэмиен / Damien: Omen II
- 1980 — Флэш Гордон / Flash Gordon
- 1985 — Болваны из космоса / Morons from Outer Space
- 1985 — Автостопщик / The Hitchhiker (ТВ-сериал, один эпизод)
- 1987 — Отходная молитва / A Prayer for the Dying
- 1989 — Чёрная радуга / Black Rainbow
- 1998 — Крупье / Croupier
- 2003 — Засну, когда умру / I’ll Sleep When I’m Dead

### Сценарист
- 1971 — Убрать Картера / Get Carter
- 1972 — Чтиво / Pulp
- 1972 — Человек, несущий смерть / The Terminal Man
- 1978 — Омен 2: Дэмиен / Damien: Omen II
- 1989 — Чёрная радуга / Black Rainbow

### Продюсер
- 1972 — Человек, несущий смерть / The Terminal Man

## Награды
- 1989 — премия за лучший сценарий на Кинофестивале в Сиджесе («Чёрная радуга»)
- 1990 — премия за лучший фильм на фестивале «Фантаспорту» («Чёрная радуга»)